# Michotamia
Michotamia es un género de dípteros de la familia Asilidae.

## Especies
- Michotamia analis
- Michotamia annulata
- Michotamia assamensis
- Michotamia aurata
- Michotamia coarctata
- Michotamia compedita
- Michotamia cothurnata
- Michotamia deceptus
- Michotamia demeijerei
- Michotamia fuscifemorata
- Michotamia indiana
- Michotamia latifascia
- Michotamia macquarti
- Michotamia minor
- Michotamia nigra
- Michotamia praeacuta
- Michotamia pruthii
- Michotamia scitula
- Michotamia setitarsata
- Michotamia siamensis
- Michotamia singaporensis
- Michotamia triangulum
- Michotamia vulpina